# Rudolf Raftl
Rudolf Raftl (ur. 7 lutego 1911 w Wiedniu, zm. 5 września 1994) – austriacki piłkarz, reprezentant Austrii i Niemiec, grający na pozycji bramkarza.

## Kariera klubowa
Raftl swoją przygodę z piłką rozpoczął w 1928 w zespole Hertha Wien. Rok później dołączył do Rapidu Wiedeń. Już w pierwszym sezonie sięgnął z drużyną po międzynarodowe trofeum, jaki był Puchar Mitropa. Trzy razy sięgnął z zespołem po Mistrzostwo Austrii: w sezonach 1929/30, 1934/35, 1937/38. 
Po Anschlussie Austrii do III Rzeszy w 1938, Rapid z Raftlem w składzie zdobył Mistrzostwo Niemiec w sezonie 1940/41 oraz Puchar Niemiec w sezonie 1937/38. Łącznie przez 15 lar gry w Rapidzie wystąpił w 174 spotkaniach. 
Od 1946 do 1948 grał dla First Vienna, w którym zakończył karierę piłkarską. 
| Sezon   | Klub         | Kraj       | Rozgrywki       | Mecze | Bramki |
| ------- | ------------ | ---------- | --------------- | ----- | ------ |
| 1928/29 | Hertha Wien  | Austria    | I. Liga         |       |        |
| 1929/30 | Rapid Wiedeń | Austria    | I. Liga         | 0     | 0      |
| 1930/31 | Rapid Wiedeń | Austria    | I. Liga         | 2     | 0      |
| 1931/32 | Rapid Wiedeń | Austria    | I. Liga         | 6     | 0      |
| 1932/33 | Rapid Wiedeń | Austria    | I. Liga         | 11    | 0      |
| 1933/34 | Rapid Wiedeń | Austria    | I. Liga         | 22    | 0      |
| 1934/35 | Rapid Wiedeń | Austria    | I. Liga         | 22    | 0      |
| 1935/36 | Rapid Wiedeń | Austria    | I. Liga         | 18    | 0      |
| 1936/37 | Rapid Wiedeń | Austria    | I. Liga         | 20    | 0      |
| 1937/38 | Rapid Wiedeń | Austria    | I. Liga         | 14    | 0      |
| 1938/39 | Rapid Wiedeń | III Rzesza | Gauliga Ostmark | 15    | 0      |
| 1939/40 | Rapid Wiedeń | III Rzesza | Gauliga Ostmark | 11    | 0      |
| 1940/41 | Rapid Wiedeń | III Rzesza | Gauliga Ostmark | 17    | 0      |
| 1941/42 | Rapid Wiedeń | III Rzesza | Gauliga Ostmark | 0     | 0      |
| 1942/43 | Rapid Wiedeń | III Rzesza | Gauliga Ostmark | 1     | 0      |
| 1943/44 | Rapid Wiedeń | III Rzesza | Gauliga Ostmark | 10    | 0      |
| 1944/45 | Rapid Wiedeń | III Rzesza | Gauliga Ostmark | 5     | 0      |
| 1945/46 | First Vienna | Austria    | Erste Liga      | 9     | 0      |
| 1946/47 | First Vienna | Austria    | Erste Liga      | 0     | 0      |
| 1947/48 | First Vienna | Austria    | Erste Liga      | 4     | 0      |

## Kariera reprezentacyjna

### Reprezentacja Austrii
Raftl swój pierwszy mecz w reprezentacji rozegrał 17 września 1933 z Czechosłowacją, zremisowany 3:3. Rok później został powołany na Mistrzostwa Świata 1934 rozgrywane we Włoszech. Podczas turnieju, na którym Austria zajęła 4. miejsce, pełnił rolę rezerwowego bramkarza. 
Ostatni mecz w narodowych barwach Austrii zanotował 24 stycznia 1937 przeciwko Francji, wygrany 2:1. Łącznie w latach 1933–1937 Rudolf Raftl zagrał dla Austrii w 6 spotkaniach.
| Mecze i gole w reprezentacji Austrii | Mecze i gole w reprezentacji Austrii | Mecze i gole w reprezentacji Austrii | Mecze i gole w reprezentacji Austrii | Mecze i gole w reprezentacji Austrii | Mecze i gole w reprezentacji Austrii | Mecze i gole w reprezentacji Austrii |
| #                                    | Data                                 | Miasto                               | Przeciwnik                           | Gol                                  | Wynik                                | Rozgrywki                            |
| ------------------------------------ | ------------------------------------ | ------------------------------------ | ------------------------------------ | ------------------------------------ | ------------------------------------ | ------------------------------------ |
| 1.                                   | 17.09.1933                           | Praga                                | Czechosłowacja                       |                                      | 3:3                                  | towarzyski                           |
| 2.                                   | 14.04.1935                           | Praga                                | Czechosłowacja                       |                                      | 0:0                                  | Puchar Europy Środkowej              |
| 3.                                   | 12.05.1935                           | Wiedeń                               | Austria                              |                                      | 5:2                                  | towarzyski                           |
| 4.                                   | 06.10.1935                           | Wiedeń                               | Węgry                                |                                      | 4:4                                  | Puchar Europy Środkowej              |
| 5.                                   | 22.03.1936                           | Wiedeń                               | Czechosłowacja                       |                                      | 1:1                                  | Puchar Europy Środkowej              |
| 6.                                   | 24.01.1937                           | Paryż                                | Francja                              |                                      | 2:1                                  | towarzyski                           |

### Reprezentacja III Rzeszy
W wyniku Anschlussu Austria została włączona do III Rzeszy. Raftl od 1938 grał dla reprezentacji III Rzeszy. W tym samym roku otrzymał powołanie na Mistrzostwa Świata. Na francuskim turnieju zagrał dwóch spotkaniach z Szwajcarią. 
Zremisowany mecz 1:1 był jednocześnie debiutem Raftla w nowej reprezentacji. Ostatni mecz w drużynie III Rzeszy zagrał 14 kwietnia 1940 z Jugosławią, zakończony porażką 1:2. Łącznie Raftl w latach 1938–1940 zagrał dla III Rzeszy w 6 spotkaniach.
| Mecze i gole w reprezentacji III Rzeszy | Mecze i gole w reprezentacji III Rzeszy | Mecze i gole w reprezentacji III Rzeszy | Mecze i gole w reprezentacji III Rzeszy | Mecze i gole w reprezentacji III Rzeszy | Mecze i gole w reprezentacji III Rzeszy | Mecze i gole w reprezentacji III Rzeszy |
| #                                       | Data                                    | Miasto                                  | Przeciwnik                              | Gol                                     | Wynik                                   | Rozgrywki                               |
| --------------------------------------- | --------------------------------------- | --------------------------------------- | --------------------------------------- | --------------------------------------- | --------------------------------------- | --------------------------------------- |
| 1.                                      | 04.06.1938                              | Paryż                                   | Szwajcaria                              |                                         | 1:1                                     | MŚ 1938                                 |
| 2.                                      | 09.06.1938                              | Paryż                                   | Szwajcaria                              |                                         | 2:4                                     | MŚ 1938                                 |
| 3.                                      | 25.09.1938                              | Bukareszt                               | Rumunia                                 |                                         | 4:1                                     | towarzyski                              |
| 4.                                      | 12.11.1939                              | Wrocław                                 | Protektorat Czech i Moraw               |                                         | 4:4                                     | towarzyski                              |
| 5.                                      | 26.11.1939                              | Berlin                                  | Włochy                                  |                                         | 5:2                                     | towarzyski                              |
| 6.                                      | 14.04.1940                              | Wiedeń                                  | Jugosławia                              |                                         | 1:2                                     | towarzyski                              |

## Sukcesy
Rapid Wiedeń
- Mistrzostwo Austrii: (3): 1929/30, 1934/35, 1937/38.
- Mistrzostwo Niemiec (1): 1940/41
- Puchar Niemiec (1): 1937/38
- Puchar Mitropa (1): 1929/30